# فتق مجاور للسرة
الفَتْق المُجَأوِرٌ للسُّرَّة (بالإنجليزية: Paraumbilical hernia)‏ وهو أحد أنواع الفتق يحدث نتيجة بروز الأمعاء إلى البطن من خلال نقطة ضعف العضلات أو الأربطة قرب السرة. ويمكن أن يؤدي إلى عدم الراحة عندما يحصل محاصر الأنسجة الدهنية ويمكن أن يرى وجود تورم. لا يمثل عادة تهديدًا للحياة، ولكن ينصح عادة بالمعالجة الجراحية الروتينية لمنع حدوث توسع أو خنق للأمعاء.